# 新約聖經
《新約聖經》（希臘語：Ἡ Καινὴ Διαθήκη）是基督教所认为的《聖經》全書裡继《旧约圣经》之后的經卷之總稱。基督徒認為舊約與新約一脈相承，相對於《舊約聖經》著重在以色列人是神之選民的歷史與故事，《新約聖經》則講述「神之子」耶穌基督降世為人，透過祂的死亡及復活，與全人類建立超越罪惡的新盟約。
《新约全書》共二十七卷，內容大致可分為五個大類，即「福音書」、「使徒行传」、「保罗书信」、「大公書信」和「启示录」。雖然這幾個部份的表現形式有所不同，但是他們都有共同的主題，即強調耶穌基督的生平、身份及使命。

## 概述
根據旧约圣经裡後段先知的預言，教徒認為未來將會出現彌賽亞，於是大約在公元前後耶穌基督出生，然後經歷去世、復活及升天之後，基督徒在各地宣講基督的言語和事跡，《使徒行傳》則記載他們在各處傳道的經歷；幾年之內，地中海東岸就建立一些基於此觀點設立的基督教會。部份傑出的基督徒（如使徒保羅）通過書信來問候、告誡這些教會，而這些書信構成「保罗书信」、「大公書信」。不過，耶穌的事蹟這段經歷最初並沒有文字紀錄，六十年後，人們才用文字記錄下來。這些記錄耶穌基督言論及生平事跡的文字，就是我們所說的「福音」，後來被收錄在《福音書》。
這些福音書原本分散於不同的教會，並非一本統一的著作。最早編輯「新約聖經」的人是馬吉安，他在西元2世紀編輯出來的版本，被後人視為新約聖經最早的雛形。正統教會不認同馬吉安的學說，將之視為異端，但仍被馬吉安的聖經編輯工作所刺激，於是正統教會也著手編輯，歷經多人的努力，新約聖經與基督教遂逐漸成形。

## 新約聖經內容
新約中共有二十七卷，包括：
1. 四卷福音書
2. 一卷歷史書，使徒行傳
3. 二十一卷書信，包括保羅書信十三卷及公函八卷
4. 一卷預言書，啟示錄

### 福音書
福音書的形成可分為三個階段： 
1. 耶穌的生平和訓誨
2. 口傳的教訓和信息
3. 書寫的福音

## 新約聖經書序
| 分類              | 新教汉语译名（简称）   | 天主教汉语译名（简称） | 希腊语名 | 英语译名                                |
| ----------------- | ---------------------- | ---------------------- | -------- | --------------------------------------- |
| 福音書            | 馬太福音（太）         | 瑪竇福音（瑪）         |          | Gospel According to Matthew             |
| 福音書            | 馬可福音（可）         | 馬爾谷福音（谷）       |          | Gospel According to Mark                |
| 福音書            | 路加福音（路）         | 路加福音（路）         |          | Gospel According to Luke                |
| 福音書            | 約翰福音（約）         | 若望福音（若）         |          | Gospel According to John                |
| 歷史書            | 使徒行傳（徒）         | 宗徒大事錄（宗）       |          | Acts of the Apostles                    |
| 保罗书信          | 羅馬書（羅）           | 羅馬書（羅）           |          | Letter of Paul to the Romans            |
| 保罗书信          | 哥林多前書（林前）     | 格林多前書（格前）     |          | Letters of Paul to the Corinthians I    |
| 保罗书信          | 哥林多後書（林後）     | 格林多後書（格後）     |          | Letters of Paul to the Corinthians II   |
| 保罗书信          | 加拉太書（加）         | 迦拉達書（迦）         |          | Letter of Paul to the Galatians         |
| 保罗书信          | 以弗所書（弗）         | 厄弗所書（弗）         |          | Letter of Paul to the Ephesians         |
| 保罗书信          | 腓立比書（腓）         | 斐理伯書（斐）         |          | Letter of Paul to the Philippians       |
| 保罗书信          | 歌羅西書（西）         | 哥羅森書（哥）         |          | Letter of Paul to the Colossians        |
| 保罗书信          | 帖撒羅尼迦前書（帖前） | 得撒洛尼前書（得前）   |          | Letters of Paul to the Thessalonians I  |
| 保罗书信          | 帖撒羅尼迦後書（帖後） | 得撒洛尼後書（得後）   |          | Letters of Paul to the Thessalonians II |
| 保罗书信          | 提摩太前書（提前）     | 弟茂德前書（弟前）     |          | Letters of Paul to Timothy I            |
| 保罗书信          | 提摩太後書（提後）     | 弟茂德後書（弟後）     |          | Letters of Paul to Timothy II           |
| 保罗书信          | 提多書（多）           | 弟鐸書（鐸）           |          | Letter of Paul to Titus                 |
| 保罗书信          | 腓利門書（門）         | 費肋孟書（費）         |          | Letter of Paul to Philemon              |
| 普通書信 （公函） | 希伯來書（來）         | 希伯來書（希）         |          | Letter to the Hebrews                   |
| 普通書信 （公函） | 雅各書（雅）           | 雅各伯書（雅）         |          | Letter of James                         |
| 普通書信 （公函） | 彼得前書（彼前）       | 伯多祿前書（伯前）     |          | Letters of Peter I                      |
| 普通書信 （公函） | 彼得後書（彼後）       | 伯多祿後書（伯後）     |          | Letters of Peter II                     |
| 普通書信 （公函） | 約翰一書（約壹）       | 若望一書（若一）       |          | Letters of John I                       |
| 普通書信 （公函） | 約翰二書（約貳）       | 若望二書（若二）       |          | Letters of John II                      |
| 普通書信 （公函） | 約翰三書（約叁）       | 若望三書（若三）       |          | Letters of John III                     |
| 普通書信 （公函） | 猶大書（猶）           | 猶達書（猶）           |          | Letter of Jude                          |
| 預言書            | 啟示錄（啟）           | 若望默示錄（默）       |          | Revelation to John                      |

## 福音、書信及啟示錄的作者
新約聖經的書卷，全部或絕大部分內容是由猶太人基督徒所寫，也就是在羅馬帝國統治下信仰基督的猶太門徒所寫。至於書寫路加福音和使徒行傳的路加， 一些學者認為路加是希臘人，一些則認為是猶太人。:102–105少數學者認為馬可福音和馬太福音的作者是外邦人。
考證作者身份是一個古老的領域，目前也持續有研究和爭論，不同的書卷各自有不同的問題需要鑑別。許多書卷雖然有標上名字，但這些名字是否就是書寫者的名字，迄今仍有不少爭議。總之，福音書原本是匿名流傳，大約公元185年，人們才冠上名字，而且這些作者都不是在巴勒斯坦書寫。
13篇保罗书信中有7篇确定是保罗所作，其他有3篇书信作者为后来者假托保罗之名创作，另外3篇作者身份存在争议。
雅各書的作者在書信起頭表明自己是“雅各，上帝和主耶穌基督的僕人”。3世紀中葉，教父們引用此書時註記為“公義者雅各”所寫。古今學者一直對於作者身份有爭論。多數人認為成書的年代是在公元一世紀末或二世紀初。
猶大書的開頭則是寫：“耶穌基督的僕人，雅各的弟兄猶大”。相關的辯論持續已久，究竟作者的身份為使徒還是耶穌的兄弟，又或兩者都是，或兩者都不是，迄今尚無定論。
彼得前書的作者并非使徒彼得，但在基督教传统上被认為“耶穌基督的使徒彼得”，並且諸教父都證明如此，包括愛任紐（140-203），特土良（150-222），亞歷山大港的革列免（155-215）和俄利根（185-253），不像彼得後書的作者之辯自古就有，西元18世紀之前，基督教人士對於彼得前書的作者，基本上毫無疑義。彼得後書方面，儘管彼得後書的作者聲稱是使徒，書中部分內容描述使徒的工作，許多聖經學者仍認為彼得並非作者。

### 約翰文書的作者
約翰文書為約翰福音、約翰一書、約翰二書、約翰三書以及啟示錄的總稱，這些書卷的作者都稱“約翰”。
約翰一書傳統上認為是使徒約翰（約翰福音的作者）在晚年所寫。書信的內容、語言、概念和風格顯示它的作者可能與約翰福音、約翰二書、約翰三書為同一人。游社博聲稱，約翰二書和約翰三書的作者不是使徒約翰，而是“約翰長老”，這可能是指使徒年事已高，或存在有假定的第二位“老約翰”。今日的學者們對此，意見仍然分歧。
啟示錄在傳統上認為與約翰福音、約翰書信同樣是使徒約翰所寫，認為是他在羅馬皇帝圖密善在位期間被流放到拔摩島時，受到啟示而寫成。啟示錄作者多次聲稱自己就是“約翰”（啟1:1，4，9；22:8），並且說明自己是在拔摩島接受了他的第一個異象（啟 1:9；4:1-2），因此有時也稱為“拔摩的約翰”。殉道者游斯丁（約公元100-165）曾經提到這本書，認為出自使徒約翰。游斯丁認識坡旅甲，而坡旅甲曾經是使徒約翰的學生。愛任紐（約公元115-202）也接受這個說法。根據聖經百科《The Zondervan Pictorial Encyclopedia of the Bible》，現代學者的意見分歧，包含使徒說和其他幾種近一百年提出的替代假說。威瑟林顿認為，語言學上的證據顯示：這些書的作者不太可能是同一個人。

## 使用語言
目前主流觀點，所有最終形成新約的書卷，是使用當時人們通用的羅馬帝國官方语言之一的希臘文書寫，只是文法受一点亞蘭文的影响。過去曾有一些教父暗示或宣稱馬太福音的原文為希伯來文或亞蘭文，不久後才寫成通用希臘語，然而，今日所知的馬太福音是希臘文，也不是源自其他閃族語言文本的翻譯。
耶穌的年代，聖地的猶太人和希臘人使用的主要語言是亞蘭語和通用希臘語，以及方言拉比希伯來語。大多數學者認為歷史上的耶穌主要是講亞蘭語，或許加上一些希伯來語和通用希臘語。隨著基督教的傳播，這些書卷後來被翻譯成拉丁文、敘利亞文和埃及科普特文等其他語文。

## 新約正典的發展
新約聖經正典化的過程相當複雜漫長。最初幾個世紀，有許多書信被教會廣泛承認，但還沒有出現一個基督教界正式認可的新約正典。正典選擇過程中的幾個特徵，包含在崇拜和教導中被視為權威的使徒傳統，與他們生活的歷史處境相關，以及和舊約聖經一致。西元一世紀的末期，使徒的著作在最早的基督教社群流傳，保羅的書信可能也以集結的方式流通。

### 公元2世紀
公元140年左右，馬吉安試圖編輯新約正典。馬吉安接受修改後的路加福音（馬吉安福音）及十封保羅的書信，而完全排除舊約，被後人視為新約正典的首次集結與編輯工作。不過由於馬吉安獨特的神學–馬吉安主義，馬吉安正典日益受到其他基督教群體的反對，尤其是東方教會，因此教會逐漸制定新約正典，回應馬吉安帶來的挑戰。
游斯丁，愛任紐和特土良認為保羅書信應當與希伯來聖經一同為被視為是神的啟示，但他們的主張受到其他人的反對。一些特別受到重視的書卷，逐漸開始成為舊約聖經外的附錄。游斯丁在公元二世紀中葉提到，在主日會，人們會使用先知書及使徒的回憶錄。
《穆拉多利殘篇》是主流基督教已知最古老的新約聖經目錄紀錄，其年代可追溯到公元170年。上面所載的新約聖經目錄與現代的新約正典類似，但不完全相同。
明確認可《馬太福音》、《馬可福音》、《路加福音》、《約翰福音》是唯一合法的福音書的最古老聲明，約寫於公元180年。四福音正典（the Tetramorph）由愛任紐聲明，在《駁異端》中他曾明確提到“福音書的數目不可能比它們多或比它們少”。雖然愛任紐認為只有四部真正的福音書，但被其認為具有權威性的書卷，除了四福音，還有許多篇的保羅書信。一些解釋推論愛任紐如此論述四福音的學者則表示：“四福音”一說在愛任紐的時代仍然是新的。

### 公元3世紀
公元200年，俄利根可能已經使用與現代相同的27卷書作為大公教會的新約正典，雖然包括仍有爭議的《希伯來書》、《雅各書》、《彼得後書》、《約翰二書》、《約翰三書》和《啟示錄》，即所謂爭議的書信（Antilegomena）。同樣地，《穆拉多利殘篇》也顯示，或許在公元200年以前，已存在一組功能類似27卷正典的基督教著作集，包括四部福音書，並且反對那些不認同的意見。因此，早期教會雖然出現新約正典的爭論，但是公元三世紀中葉，絕大多數的基督徒已經認定哪些書卷屬於正典。
俄利根在當時負責收集新約正典的書卷的使用情形。在公元四世紀晚期公告接受的基督教書卷時所依據的資訊，很可能是來自該撒利亞的優西比烏的《教會歷史》，而當中他是使用俄利根給他的資料來製表。優西比烏的資訊包括公元三世紀遍佈世界的教會，哪些書卷是被接受的，哪些書卷是有爭議的，當中有大量俄利根從四處旅行、圖書館蒐集的第一手資料。
事實上，俄利根可能也有選列不在游社博列表內的其他書卷，包括《巴拿巴書信》、《黑馬牧人書》、《革利免一書》。儘管俄利根並非聖經正典概念的鼻祖，仍為聖經正典的概念，及其哲學和文學解釋，奠立基礎。

### 優西比烏列表
大約公元300年，優西比烏製作了新約聖經書卷的詳細清單：
“1 ⋯⋯首先必須是神聖的四福音，接著是《使徒行傳》⋯⋯保羅書信，約翰書信⋯⋯彼得書信⋯⋯放在它們之後，如果真的認為啟示錄是恰當的，我們應該在合適的時間給予不同的意見。然後將這些都納入可接受的著作。”
“3 一些有爭議的著作，但仍被許多人承認的，包括現在的《雅各書》、《猶大書》，以及《彼得後書》、《約翰二書》和《約翰三書》，不確定這些書卷是否為使徒所著，或由其他同名的人所寫。然後是拒絕收入的著作，必須包括《保羅行傳》、《黑馬牧人書》、彼得的《啟示錄》、《巴拿巴書》，《十二使徒遺訓》。再者，正如我所說，約翰的《啟示錄》，一些人認為它似乎是正確的，而我認為應該要拒絕⋯⋯而這當中，有些人還放了希伯來書⋯⋯所有這些爭議的書卷都不能被忽視。”
“6 ⋯⋯該等書：像是《彼得福音》、《多馬福音》、《馬提亞福音》，或任何他們之中其他人的著作，以及《安得烈行傳》、《約翰行傳》和其他使徒行傳⋯⋯很明顯地是由異端偽造的！所以這些甚至不會被列入被拒絕的著作目錄中，因為它們都是荒謬和不敬虔的。”
優西比烏接受了《啟示錄》，卻宣稱它具有爭議性，他這樣做，引起了一些混亂。從其他教父著作，可以發現：一些正典列表被人剔除，是有爭議的。《教會史》第三冊3章5段說明更多保羅書信的細節：“保羅的14封書信是眾所皆知的、無庸置疑的。但也沒有權力忽視一些人否認希伯來書的事實，在羅馬教會有爭議，認為不是保羅所寫。”《教會史》第四冊29章6段提到《四福音合參（Diatessaron）》：“但他們原來的創始人塔提安，編輯了以特定組合和選錄的福音書，我不曉得他如何稱這本書為《四福音合參》，至今仍有在一些人手中。但他們說塔提安大膽地套用使徒保羅的某些話，以提高他們的聲名。

### 公元4世紀
亞歷山大主教亞他那修在公元367年的復活節信函中，給出了將列為《新約》正典的27卷書清單，當中他使用「正典化」（canonized）一詞。公元383年羅馬教區召開教宗達瑪穌一世大會，如果吉拉修文告集（Decretum Gelasianum）是正確的引用該次大會的結果，則該次會議就已經出現現行的27卷《新約》正典清單，只是順序有異。同樣地，教宗達瑪穌一世在383年翻譯拉丁文版聖經的嘗試，也有助於正典在西方的確立。
第一個接受現行《新約》正典的會議也可能是在北非的希波大會（公元393年），不過那次會議的結果並沒有留下。第一次有明確結果的是公元397年的第三次迦太基大會和西元419年的第四次迦太基大會，當時的希波主教聖奧古斯丁認為正典已經確立，除了正式承認的正典之外，在教會中不得有任何其他書卷冒充《聖經》。
公元405年，教宗依諾增爵一世送了一份《聖經》書卷清單給高盧主教－圖盧茲的伊克蘇佩里（Exsuperius of Toulouse）。基督教學者普遍認為，當這些主教和會議談到正典時，沒有確立什麼新的想法，都是“批准教會內已經形成的共識”。

### 中世紀
第三次（397年）與第四次（419年）迦太基大會的接受，新約正典獲得越來越廣泛的認可，但是會議仍然沒有完全解決問題，被稱為“爭議的書信”（Antilegomena）的一些書卷，持續受到質疑，尤其是雅各書和啟示錄。甚至到了16世紀，宗教改革時的神學家馬丁·路德仍質疑《雅各書》、《猶大書》、《希伯來書》和《啟示錄》《四書是否應屬於正典，但三思之後，依然保留，但將此四書編到聖經的最後幾頁。直到現在，路德宗的德語聖經將這四卷書列於新約正典的最後，而不像其他版本聖經的傳統順序。
鑑於新教徒對《聖經》正典的質疑，天特會議重申了傳統的西方正典（即4世紀羅馬和迦太基大會所接受的），成為天主教會中的天特正典和武加大聖經教義。

### 現代
後來，教宗庇護十一世在1927年6月2日承認“約翰引句”（Comma Johanneum）是有爭議的。教宗庇護十二世在1943年9月3日發布《聖經註釋通諭》（Divino Afflante Spiritu），允許使用武加大譯本以外的譯本翻譯。

## 对艺术的影响
《新约聖經》的福音書及《啟示錄》對艺术的影响相當巨大。2世紀就出現了表現《马太福音》及《路加福音》耶稣出生情景的艺术作品，直到今天，基督诞生的画像，仍以不同的艺术形式出现。最初的基督教艺术作品，经常出現新约聖經的題材，如耶稣受洗、耶稣善牧等故事。涉及基督生平的圣经释义、诗歌演绎，仍是基督教世界绘画及音乐的一個重要主题，即使现代媒体湧現，新约的内容，如耶稣传道，仍是電視、电影等等的重要題材。（例如1903年法国电影）。